# Débat autour du nom de la Macédoine

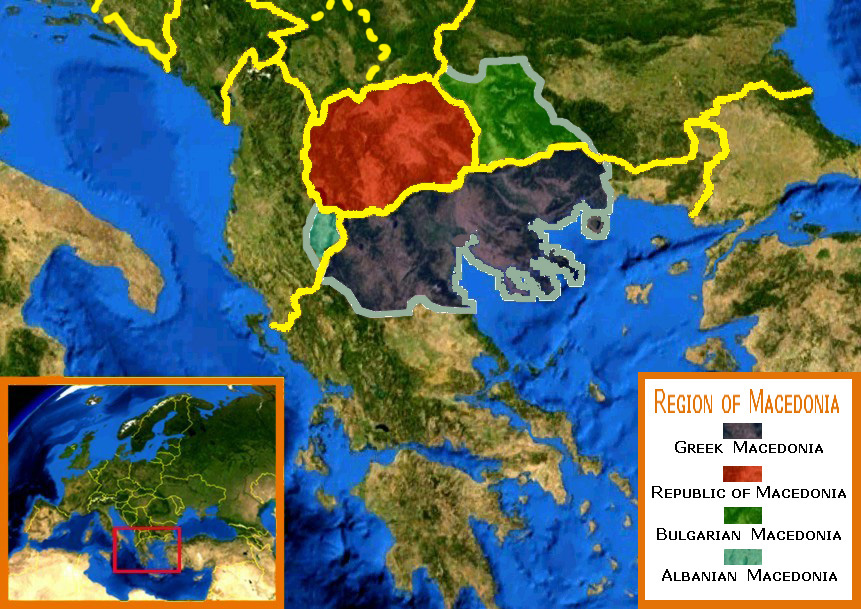
Région de la Macédoine historique :
Macédoine grecque
Macédoine du Nord
Macédoine albanaise
Macédoine bulgare

Le nom de la Macédoine et sa revendication par deux peuples différents, les Grecs et les Macédoniens slaves, sont à l'origine d'un débat identitaire dans cette région des Balkans depuis la fin du XXe siècle.
L'actuelle Macédoine du Nord a en effet acquis le nom de « Macédoine » lors de la création de la république socialiste de Macédoine, un des États constitutifs de la république fédérative socialiste de Yougoslavie, ce que la Grèce n'a jamais contesté tant qu'il ne s'agissait pas d'un État souverain et que la dénomination de « Macédoine » était seulement géographique : pour la Grèce, il s'agissait alors simplement de la « Macédoine septentrionale » (en grec Βόρεια Μακεδονία, Vória Makedonía). En revanche, lorsque la république de Macédoine est devenue indépendante, en 1991, elle a construit son identité sur une revendication de l'histoire macédonienne ancienne et sur l'utilisation de ses symboles (le soleil de Vergina), qui, pour la Grèce, font partie de son propre passé et de son patrimoine exclusif, et non de celui des Slaves.
Ce débat moderne n'a rien à voir avec la réfutation par Démosthène, dans l'Antiquité, du caractère hellénique des Macédoniens antiques, que l'orateur athénien présentait comme des « barbares ». À la différence de Démosthène, la position grecque moderne est que le royaume antique des Argéades et des Antigonides, profondément hellénisé, fait bien partie du monde grec, ce qui est généralement accepté par les historiens. L'extension du royaume argéade à l'époque de son apogée, sous le règne de Philippe II et de son fils Alexandre le Grand, est prise comme référence par les Grecs pour déterminer le territoire historique et géographique pouvant, selon eux, être désigné par le nom de Macédoine.
Mais « territoire » ne signifie pas « État » : si les Grecs acceptent que l'ancienne république fédérale yougoslave possède un « territoire » ayant appartenu aux Argéades, elle dénie aux Slaves toute filiation avec la culture, les symboles et l'histoire macédoniennes helléniques, qui font partie de l'identité nationale grecque actuelle, en grande partie fondée sur l'idée de continuité entre les États grecs antiques et la République hellénique contemporaine. C'est pour cela que la Grèce refusait d'appeler simplement « Macédoine » un État slave, exigeant un adjectif formant un syntagme nominal pour distinguer cet État de la Macédoine historique et de la Macédoine grecque, tandis que de leur côté, depuis la fin du XIXe siècle, c'est justement autour du toponyme « Macédoine », désignant la majeure partie du territoire où ils résidaient, que les Macédoniens slaves se sont progressivement construit une identité nationale différente de celles des Bulgares et des Serbes : ils n'entendaient donc pas y renoncer.
Un compromis fut finalement trouvé par l'accord de Prespa du 12 juin 2018 : Aléxis Tsípras, le Premier ministre grec, et Zoran Zaev, le président du gouvernement de Macédoine, ont signé un accord pour que le pays s'appelle officiellement « république de Macédoine du Nord », au niveau national comme international. Le 30 septembre 2018, les Macédoniens approuvent à plus de 90 % l'accord lors d'un référendum, bien que la participation ne soit que de 37 %. L'accord est approuvé le 11 janvier 2019 par le Parlement macédonien puis le 25 janvier suivant par le Parlement grec. Le 12 février, après ratification par les deux parties, l'accord entre en vigueur, résolvant le conflit par l'adoption du nom « Macédoine du Nord » et débloquant ainsi les perspectives d'adhésion euro-atlantiques de la Macédoine du Nord.

## Historique

### Guerres balkaniques et fin de la présence ottomane dans la région
Selon l’historiographie de la Macédoine du Nord, l’identité nationale des Macédoniens slaves s’est principalement développée à la fin du XIXe siècle, alors que la Macédoine était contrôlée par l’Empire ottoman. Face aux revendications grecque, bulgare, et serbe sur la région, se crée en 1893 un groupe révolutionnaire indépendantiste, l’Organisation révolutionnaire intérieure macédonienne (Vnatrešna Makedonska Revolucionerna Organizacija, VMRO) ayant pour but la création d’un État macédonien indépendant de la Bulgarie, de la Grèce et de la Serbie et revendiquant une identité slave macédonienne.
À l’issue des deux guerres balkaniques, les succès militaires de l’État grec lui ont permis de prendre en 1913 le contrôle de la moitié méridionale de ces territoires, également revendiqués par la Bulgarie. Les déplacements de populations rendus obligatoires par les traités consécutifs de la Première Guerre mondiale sont à l’origine de l’afflux massif de réfugiés grecs d’Asie mineure, du Pont et du littoral bulgare de la Mer Noire, dirigés vers la Macédoine grecque, d’où les populations slavophones et turcophones sont parties, pour s’installer respectivement sur la côte bulgare de la Mer Noire et en Anatolie, à la place des Grecs expulsés conformément aux accords conclus entre la Bulgarie et la Grèce d’une part (traité de Neuilly de 1919), la Turquie et la Grèce d’autre part (traité de Lausanne de 1923 consécutif à la défaite dans la guerre gréco-turque de 1922).

### Au sein de la Yougoslavie
Dans le royaume de Yougoslavie, le territoire de l’actuelle Macédoine du Nord appartenait entièrement à la Banovine du Vardar. Durant la Seconde Guerre mondiale, la partie orientale de la Macédoine grecque et l’essentiel de la Macédoine yougoslave sont occupées par la Bulgarie. Après la défaite de l’Axe, une république fédérée est proclamée au sein de la Yougoslavie communiste, tandis que la Grèce récupère son territoire macédonien.

### Dissolution de la Yougoslavie
Avec la fin de la république fédérative socialiste de Yougoslavie, en 1991, les dirigeants de la république de Macédoine, qui vient de proclamer son indépendance, décident de conserver le nom « Macédoine » déjà utilisé au sein de la fédération yougoslave et adoptent sur leur drapeau le « Soleil de Vergina », un symbole découvert en 1977 dans la tombe supposée de Philippe II de Macédoine et popularisé depuis cette période comme un symbole « macédonien ».
La Grèce conteste cette appropriation d’un passé grec bien antérieur aux Slaves et suggère des dénominations alternatives comme « Vardarie » (Βαρδαρία, du nom slave du principal fleuve, l’Axios grec), mais les dirigeants macédoniens refusent tout nom où ne figurerait pas « Macédoine » et les dirigeants grecs refusent tout nom où manquerait un adjectif formant un syntagme nominal comme « Slavomacédoine », « Macédoslavie » ou encore « Macédoine septentrionale » (en grec Βόρεια Μακεδονία, Vória Makedonía).
Bien que l’amendement 2 de la constitution de la république de Macédoine du Nord interdise à ce pays d’envahir d’autres territoires, la Grèce craignait que, si le nom « Macédoine » était utilisé seul, la Macédoine puisse changer sa constitution et émettre des revendications territoriales ou culturelles vis-à-vis de la partie grecque de la Macédoine, dont le littoral (avec la Chalcidique) a toujours été peuplé de Grecs, mais dont l’intérieur était, jusqu’aux échanges de populations consécutifs des années 1919-1923, majoritairement slavophone et objet des revendications de l’ORIM. Il y subsiste des minorités dont la Grèce craint le « séparatisme », d’autant qu'elles ont été instrumentalisées pendant l’Occupation, durant la Seconde Guerre mondiale, par la Bulgarie fasciste, alors membre de l’Axe, puis pendant la Guerre civile grecque (1946-49) par des communistes tels Dimitri Vlahov qui leur ont promis une « région autonome » sur le modèle soviétique. Il est d’ailleurs difficile d’estimer le nombre réel des slavophones (Macédoniens ou Bulgares) en Grèce, dont le nombre atteint probablement entre 10 000 et 30 000 locuteurs, en comptant les « Gréco-Macédoniens » devenus hellénophones mais ayant encore une certaine connaissance de la langue macédonienne.
Jusqu’au compromis du 12 juin 2018, la plupart des organisations internationales et une partie des États étrangers ont utilisé, dans les relations officielles, l'appellation « Ancienne république yougoslave de Macédoine (ARYM) » (en abrégé ARYM ; en anglais « FYROM » pour Former Yugoslav Republic Of Macedonia). Il fut toutefois fait largement usage, par commodité, dans les textes moins officiels (communiqués, liens de navigation des sites des ministères des Affaires étrangères) des termes « Macédoine » et « république de Macédoine », par ailleurs officiellement adoptés, dans leurs langues respectives, par 123 États dont les États-Unis, la Chine, la Russie, le Royaume-Uni, la Suisse ainsi que la Bulgarie voisine.

## Les symboles de la Macédoine, enjeu identitaire
Les symboles historiques de la Macédoine, à savoir :
- la figure héroïsée d’Alexandre le Grand ;
- le symbole solaire figurant sur le coffret funéraire de la tombe dite « de Philippe II » fouillée sur le site de Vergina ;
- différents chants patriotiques comme l’hymne Macédoine célèbre...
- …sont disputés entre d’une part la Grèce qui s’en sert pour réaffirmer la continuité entre la Macédoine antique et la Macédoine grecque actuelle (et elle seule), et d’autre part les nationalistes extrémistes et protochronistes macédoniens ou valaques, mais, du point de vue des historiens[8], tous s’approprient indument ce passé : les Grecs modernes en raison des ruptures historiques, dues aux invasions barbares, au peuplement médiéval slave et au repeuplement grec moderne du pays à la suite du traité de Lausanne (seule la Chalcidique restant grecque sans discontinuer), les autres en raison du caractère hellénique de la Macédoine antique, dont ni slaves ni latins ne peuvent se prévaloir.

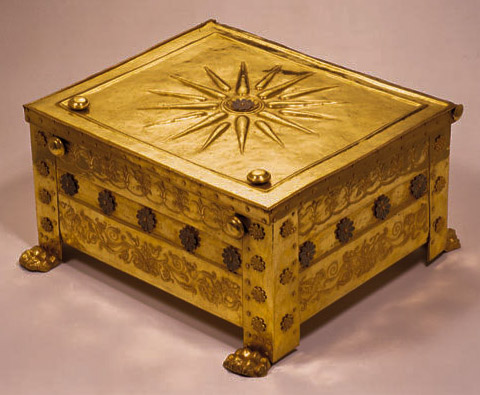
Le soleil de Vergina originel sur le larnax de Vergina.
Le soleil de Vergina sur fond bleu, utilisé comme drapeau non officiel de la Macédoine grecque.
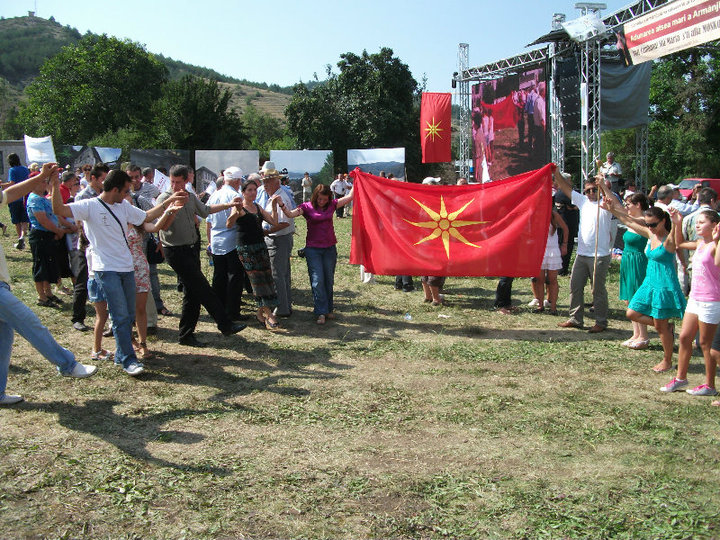
Le soleil de Vergina sur fond rouge utilisé comme drapeau officiel par la république de Macédoine de 1992 à 1995 et comme drapeau non officiel par les « Valaques » (Aroumains) protochronistes qui se revendiquent comme « Macédoniens antiques latinisés »[9].
Le drapeau non officiel des Aroumains modérés, non protochronistes, qui cultivent leur culture sans rien revendiquer[10].
Le blason historique (1620) de la Macédoine slave avec le lion rugissant d'or (jaune) sur fond de gueules (rouge).

## La situation avant la résolution du conflit
Bien que l’accord de Prespa signé le 12 juin 2018 ait aplani le conflit politique, le débat historique autour du nom de la république de Macédoine n’est pas clos, car les mouvances nationalistes continuent à s’affronter. Ainsi, une partie de l’opinion grecque désapprouve toujours l’utilisation du terme « Macédoine » dans l’appellation du pays voisin et des manifestations ont été organisées, notamment à Thessalonique et à Athènes. Toutefois, ce débat n’avait pas empêché les deux pays concernés de traiter leurs relations économiques et de coopération mutuelle de manière pragmatique bien avant l’accord de Prespa, la Grèce étant le premier partenaire économique et l'un des grands investisseurs étrangers de la Macédoine du Nord.
Dès 1995, les deux pays avaient un accord intérimaire stipulant que la Grèce ne s’opposerait pas à l’adhésion de la république de Macédoine à l’Organisation du traité de l'Atlantique nord (OTAN) sous son nom provisoire d’Ancienne république yougoslave de Macédoine. En avril 2008, le gouvernement grec avait cependant mis son veto, affirmant que la Macédoine pourra devenir membre de l’OTAN lorsque la question du nom sera résolue,.
Au début de l’année 2018, les protagonistes sont convenus de reprendre les négociations sur le différend qui les opposait ; le vice-président du gouvernement pour les Affaires européennes de Macédoine en visite à Athènes a annoncé : « Nous nous sommes engagés à trouver une solution en six mois », et a ajouté que c’était une occasion « de progresser en termes d'intégration euro-atlantique ». Cette dynamique s’intègre aussi dans la mise en avant des Balkans occidentaux dans les relations extérieures de l'Union européenne voulue par la présidence bulgare du Conseil de l'Union européenne.

### Liste des pays ayant reconnu l’appellation «république de Macédoine»

Liste de pays/entités :
Ayant utilisé l'appellation « République de Macédoine » pour les relations diplomatiques bilatérales.
Ayant utilisé l'appellation « Ancienne république yougoslave de Macédoine » pour toutes les relations.
N'ayant pas précisé leur position.
N'ayant pas de relations diplomatiques avec la Macédoine.

Début 2012, 123 pays reconnaissaient la république de Macédoine sous ce nom.
Quatre pays du Conseil de sécurité :
- Chine
- Russie
- Royaume-Uni
- États-Unis

Toutes les républiques de l'ancienne Yougoslavie :
- Bosnie-Herzégovine
- Croatie
- Kosovo
- Monténégro
- Serbie
- Slovénie

Pays voisins de la République de Macédoine :
- Bulgarie

Les divers pays suivants :
- Algérie
- Andorre
- Arabie saoudite
- Argentine
- Autriche
- Azerbaïdjan
- Bahreïn
- Bangladesh
- Biélorussie
- Birmanie
- Botswana
- Bolivie
- Brésil
- Brunei
- Burundi
- Cambodge
- Canada
- Chili
- Corée du Nord
- Costa Rica
- Cuba
- Djibouti
- Émirats arabes unis
- Estonie
- Fidji
- Guatemala
- Guinée
- Haïti
- Honduras
- Hongrie
- Inde
- Indonésie
- Irak
- Iran
- Irlande
- Israël
- Jamaïque
- Kazakhstan
- Koweït
- Laos
- Lituanie
- Luxembourg
- Malaisie
- Maurice
- Moldavie
- Malte
- Mongolie
- Maroc
- Mozambique
- Monaco
- Namibie
- Népal
- Nicaragua
- Nigeria
- Norvège
- Oman
- Pakistan
- Paraguay
- Pérou
- Philippines
- Pologne
- Qatar
- République tchèque
- Roumanie
- Rwanda
- Salvador
- Seychelles
- Singapour
- Slovaquie
- Sri Lanka
- Soudan
- Suède
- Suisse
- Suriname
- Swaziland
- Syrie
- Tadjikistan
- Tanzanie
- Tchad
- Thaïlande
- Timor oriental
- Turquie
- Tuvalu
- Ouganda
- Ukraine
- Uruguay
- Venezuela
- Viêt Nam
- Zambie
- Zimbabwe

### Liste de pays/entités ayant reconnu l’appellation «Ancienne république yougoslave de Macédoine» (ARYM)
- Afrique du Sud
- Albanie
- Allemagne
- Australie
- Belgique
- Chypre
- Danemark
- Égypte
- Espagne
- France
- Grèce
- Italie
- Japon
- Lettonie
- Mexique
- Nouvelle-Zélande
- Pays-Bas
- Portugal

### Liste de pays/entités ne se prononçant pas
Rapports contradictoires ou non concluants sur l’utilisation ou la reconnaissance du nom :
- Afghanistan
- Angola
- Antigua-et-Barbuda
- Arménie
- Belize
- Bénin
- Burkina Faso
- Cameroun
- Cap-Vert
- République centrafricaine
- Colombie
- Comores
- République du Congo
- République démocratique du Congo
- Côte d'Ivoire
- Dominique
- République dominicaine
- Équateur
- Érythrée
- Éthiopie
- Finlande
- Gabon
- Gambie
- Ghana
- Guinée-Bissau
- Guinée équatoriale
- Guyana
- Islande
- Jordanie
- Kenya
- Kirghizistan
- Lesotho
- Libye
- Liechtenstein
- Madagascar
- Malawi
- Maldives
- Îles Marshall
- Mauritanie
- États fédérés de Micronésie
- Nauru
- Niger
- Ouzbékistan
- Panama
- Saint-Christophe-et-Niévès
- Saint-Vincent-et-les-Grenadines
- Samoa
- Sao Tomé-et-Principe
- Sénégal
- Sierra Leone
- Somalie
- Taïwan
- Togo
- Vanuatu
- Vatican
- Yémen

### Liste des États/entités n’ayant reconnu ni la «république de Macédoine» ni l'«ARYM»
Les pays/entités suivants sans relations diplomatiques avec l’État concerné :
- Bahamas
- Barbade
- Bhoutan
- Îles Cook
- Corée du Sud
- Géorgie
- Grenade
- Guyana
- Kiribati
- Liban
- Liberia
- Mali
- Niue
- Palaos
- Papouasie-Nouvelle-Guinée
- Saint-Marin
- Îles Salomon
- Soudan du Sud
- Tonga
- Trinité-et-Tobago
- Tunisie
- États non reconnus internationalement

### Organisation internationales
Les organisations suivantes ont utilisé officiellement l’appellation « Ancienne république yougoslave de Macédoine » :
- Union européenne[15]
- Nations unies[16]
- UNESCO[17]
- Otan
- Fonds monétaire international
- OCDE
- Eurocontrol
- Organisation mondiale du commerce
- Comité international olympique
- Banque mondiale
- Conseil de l'Europe
- Banque européenne pour la reconstruction et le développement
- Organisation pour la sécurité et la coopération en Europe
- FIFA
- UEFA
- FIBA
- CERN
- Union européenne de radio-télévision
- FIDE
- Organisation internationale de la francophonie
- ATP World Tour

## Négociations

### Développements en 2011
Des informations ont été publiées selon lesquelles Antónis Samarás, le chef de Nouvelle Démocratie, serait convoqué au procès à La Haye intenté par Skopje contre la Grèce pour violation de l'accord intérimaire de 1995, après que des éléments de preuve lui auraient été présentés s'adressant au parlement grec et indiquant clairement que son gouvernement (Nouvelle Démocratie était alors au pouvoir) a opposé son veto à l'invitation de la République de Macédoine lors du sommet de l'OTAN à Bucarest en 2008. La même année, le conflit fut ravivé par l'érection à Skopje d'une statue d'un guerrier à cheval reproduisant un portrait d'Alexandre le Grand attribué au sculpteur grec Lysippe et l'inauguration d'un stade sportif nommé d'après le père d'Alexandre, Philippe II. Dans son discours d'adieu devant le Parlement, le Premier ministre sortant George Papandreou a mentionné le règlement immédiat de la question du nom comme l'une des trois priorités du gouvernement suivant.
Le 5 décembre, la Cour internationale de justice a rendu son arrêt à 15 contre 1 (le juge grec étant l'unique dissident) que la Grèce avait violé l'accord intérimaire de 1995 et a donc eu tort de bloquer la demande d'adhésion de son voisin à l'OTAN à Bucarest lors du sommet de l'OTAN en 2008. Toutefois, le tribunal a également affirmé qu'il n'était pas compétent pour ordonner à la Grèce de ne pas soulever la question dans d'autres enceintes, car il faut présumer que les États « agissent de bonne foi ».

### Pourparlers de novembre 2012
Après près de deux ans de réunions séparées entre le médiateur des Nations unies Matthew Nimetz et les deux négociateurs, un cycle de négociations conjoint a eu lieu au siège des Nations unies à New York. Le médiateur des Nations unies a présenté des recommandations et des idées à prendre en compte aux deux parties ; cependant, ces propositions ne sont pas encore connues du grand public.

### Propositions de 2013
En avril 2013, Matthew Nimetz proposa le nom de « Haute République de Macédoine », soutenu par le commissaire européen à l'élargissement, Stefan Fule. Cette proposition est intervenue après que la République de Macédoine eut précédemment rejeté le nom de « République de Haute-Macédoine ». La Grèce a indiqué qu'elle autoriserait la République de Macédoine à adhérer à l'Union européenne et à l'OTAN si le mot « Haute » figurait dans son nom officiel,. En octobre 2013, Adamantios Vassilakis, le négociateur en chef de la Grèce dans le différend sur le nom, a proposé le nom de « Macédoine slave-albanaise » pour mettre fin au différend. Selon le journal grec I Kathimeriní, la remarque de Vassilakis avait toutefois été mal interprétée, car il n'avait lancé « Macédoine slave-albanaise » que comme une suggestion théorique — et non une réelle suggestion sérieuse — afin de décrire la complexité du problème du point de vue grec.

### Projet de loi de décembre 2013 sur le Soleil de Vergina
En novembre 2013, le Parti libéral de Macédoine proposa un projet de loi interdisant l'utilisation du Soleil de Vergina à des fins civiles au sein de la République de Macédoine, comme « un pas positif qui permettra de promouvoir relations de bon voisinage entre la Macédoine et la Grèce ». La Grèce revendique le Soleil de Vergina comme un symbole national exclusif et a déposé une demande de protection de la marque auprès de l'Organisation mondiale de la propriété intellectuelle (OMPI) en 1995. Le projet de loi exige que l'utilisation du symbole grec protégé par l'OMPI soit interdite dans le bureau du président macédonien, dans les manifestations organisées sous l'administration de l'État, des institutions publiques ou partis politiques macédoniens, des ONG, des médias ainsi que des particuliers en République de Macédoine. Toutefois, le projet a été rejeté en décembre 2013 par la majorité du Parlement macédonien, dirigée par le VMRO-DPMNE.

### Négociations de 2014
En février 2014, le Parlement européen a adopté une résolution indiquant que, selon l'évaluation du Parlement, les critères de Copenhague étaient suffisamment remplis pour que le pays puisse entamer les négociations en vue de l'adhésion à l'Union européenne et a appelé le Conseil de l'Union européenne à confirmer d'emblée la date d'ouverture des négociations d'adhésion, les différends bilatéraux ne devant pas être un obstacle à l'ouverture des négociations, même s'ils doivent être résolus avant le processus d'adhésion. Toutefois, que le Conseil soit ou non d'accord avec l'avis du Parlement, il n'a pas mentionné les négociations d'adhésion de la Macédoine lors de sa réunion de juin 2014.
Le médiateur de l'ONU, Matthew Nimetz, a également invité à entamer le 26 mars 2014 une nouvelle série de négociations sur le « conflit du nom ». Cette invitation a été acceptée par les autorités grecques et macédoniennes. Selon Nimetz, les deux pays avaient réussi, lors des dernières discussions bloquées en octobre 2013, à se mettre d'accord sur l'ajout d'un « terme géographique » au nom controversé de « République de Macédoine », qui serait utilisé à l'échelle internationale comme nouveau nom de pays officiel. Nimetz a toutefois souligné que des divergences substantielles existaient toujours en ce qui concerne « l'endroit où le terme géographique devrait être placé », mais espérait qu'une nouvelle série de négociations pourrait se terminer par un nom mutuellement convenu. D'après la couverture journalistique des négociations de 2013, la Macédoine avait préféré utiliser le nom de « Haute République de Macédoine », tandis que la Grèce insistait sur le fait qu'elle ne pouvait approuver que « République de Haute-Macédoine », alors qu'il existait également un désaccord quant à l'utilisation du nouveau nom officiel, la Macédoine n'étant prête à accepter son utilisation que dans les affaires bilatérales impliquant la Grèce et non prête à accepter la demande grecque de l'utiliser « obligatoirement à toutes fins ».

### 2017-2018: nouvelles négociations et accord
Après les défaites successives du parti nationaliste Organisation révolutionnaire macédonienne intérieure - Parti démocratique pour l'unité nationale macédonienne (VMRO-DPMNE) aux élections générales et municipales de la république de Macédoine et l'arrivée au pouvoir de la coalition pro-solution dirigée par l'Union sociale-démocrate de Macédoine (SDSM) et l'Union démocratique pour l'intégration (DUI), les efforts pour la résolution du conflit de dénomination ont pris un nouvel élan, le nouveau président du gouvernement macédonien Zoran Zaev confirmant sa détermination à résoudre le différend de plusieurs décennies avec la Grèce,,,.
Les efforts déployés par les gouvernements des deux pays pour résoudre le différend sur le nom se sont intensifiés et, le 17 janvier 2018, les négociations parrainées par l'ONU ont repris, avec la rencontre entre les ambassadeurs de Grèce et de Macédoine, Adamantios Vassilakis et Vasko Naumovski, et l'envoyé des Nations unies à Washington,, qui suggéra les cinq noms suivants dans sa proposition, tous contenant le nom « Macédoine » :
- Република Нова Македонија (Republika Nova Makedonija), c'est-à-dire en français « république de Nouvelle-Macédoine » ;
- Република Северна Македонија (Republika Severna Makedonija), c'est-à-dire en français « république de Macédoine du Nord » ;
- Република Горна Македонија (Republika Gorna Makedonija), c'est-à-dire en français « république de Haute-Macédoine » ;
- Република Вардарска Македонија (Republika Vardarska Makedonija), c'est-à-dire en français « république de Macédoine du Vardar » ;
- Република Македонија (Скопје) (Republika Makedonija (Skopje)), c'est-à-dire en français « république de Macédoine (Skopje) ».

Le président du gouvernement macédonien, Zoran Zaev, déclara que la solution du différend sur le nom avec la Grèce serait soumise à un référendum national[réf. souhaitée]. Les contacts de haut niveau entre les gouvernements des deux pays se sont également intensifiés, le vice-président du gouvernement macédonien se rendant à Athènes pour des pourparlers le 9 janvier et le président du gouvernement macédonien rencontrant son homologue grec, Aléxis Tsípras, en marge du Forum économique mondial à Davos, en Suisse, le 24 janvier,,. Lors de la réunion de Davos, la première du genre en sept ans, il semblait y avoir une certaine résolution entre les deux chefs de gouvernement pour mettre fin au conflit de dénomination et améliorer les relations entre les deux pays. Dans ce contexte, le président du gouvernement macédonien a accepté de prendre des initiatives qui pourraient apaiser les inquiétudes grecques sur les politiques d'antiquisation, tandis que le Premier ministre grec a accepté de consentir à la candidature de la Macédoine à des initiatives ou accords régionaux. Après la réunion de Davos, Zaev a annoncé que des rues et des lieux tels que l'aéroport Alexandre-le-Grand à Skopje, qui ont été nommés par le parti nationaliste macédonien VMRO-DPMNE d'après des héros et personnages de la Macédoine antique tels qu'Alexandre le Grand, pourrait être renommés comme signe de bonne volonté envers la Grèce. Plus précisément, Zaev a déclaré que l'autoroute Alexandre-le-Grand, l'autoroute E75 qui relie Skopje à la Grèce, pourrait être renommée « Route de l'amitié ». En échange, le Premier ministre grec a annoncé que la Grèce pourrait accepter la candidature de la Macédoine à l'Accord de coopération adriatico-ionien et que le Parlement grec pourrait ratifier la deuxième phase de l'accord de stabilisation et d'association entre la Macédoine et l'Union européenne dans le cadre de la procédure d'adhésion de la Macédoine à l'Union européenne, qui avait été bloqué en 2009 par la Grèce en raison du conflit sur le nom du pays. Les deux chefs de gouvernement ont également convenu que les négociations sur le nom seraient promues au niveau des ministres des Affaires étrangères au lieu des ambassadeurs, avec les ministres des Affaires étrangères des deux pays, Nikola Dimitrov pour la Macédoine et Níkos Kotziás pour la Grèce, remplaçant respectivement Vasko Naumovski et Adamantios Vasilakis.
De plus, les deux gouvernements sont convenus de mesures de confiance qui pourraient aider à améliorer les relations entre les deux pays,,,,.
Les dernières options proposées par Skopje en février 2018 sont « république de Macédoine du Nord », « république de Haute-Macédoine », « république de Macédoine du Vardar » et « république de Macédoine (Skopje) ».
Fin février 2018, le gouvernement et les institutions de la république de Macédoine ont annoncé l'arrêt du programme Skopje 2014, qui visait à rendre la capitale de la Macédoine « plus classique » et a commencé à retirer ses monuments et statues controversés. Le ministère macédonien de la Culture a également mis en place une commission pour envisager la possibilité d'enlever le reste d'entre eux, comme Alexandre le Grand et Philippe II de Macédoine,,,,,,.
Au printemps 2018, des négociations approfondies visant à résoudre le conflit de dénomination se sont déroulées en rondes, avec des réunions fréquentes des ministres des Affaires étrangères de la Grèce et de la Macédoine, qui ont permis de réaliser des progrès tangibles en matière de dénomination,,. Finalement, le 17 mai, en marge du sommet UE-Balkans occidentaux de Sofia, en Bulgarie, les chefs de gouvernement des deux pays se sont rencontrés et ont discuté d'un nouveau nom, en plus des 5 autres noms déjà proposés par l'envoyé des Nations unies Nimetz :
- Република Илинденска Македонија (Republika Ilindenska Makedonija), c'est-à-dire en français « république de Macédoine d'Ilinden ».

Le président du gouvernement macédonien Zoran Zaev déclara que la partie macédonienne est prête à accepter ce nom et à l'utiliser à toutes fins, ce qui est l'une des conditions grecques pour résoudre le conflit,,,,.

### Accord de Prespa

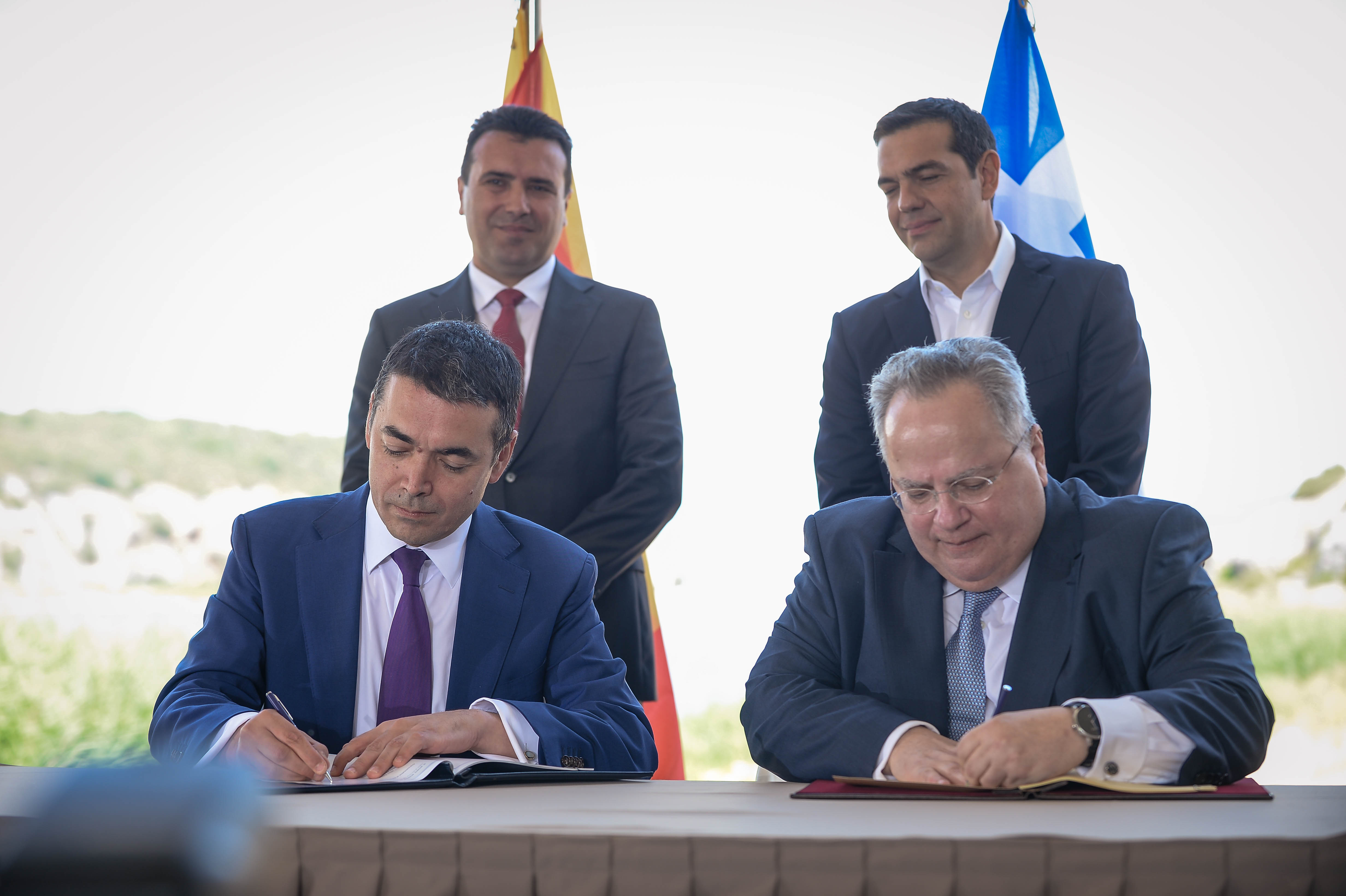
Signature de l'accord entre les ministres des Affaires étrangères macédonien et grec Nikola Dimitrov et Níkos Kotziás, sous l’œil des Premiers ministres respectifs, Zoran Zaev et Aléxis Tsípras, le 17 juin 2018 au lac Prespa.

Carte topographique montrant le lac Prespa, étendue d'eau divisée entre la Macédoine, la Grèce et l'Albanie et lieu où a été signé l'accord.

Le 12 juin 2018, le Premier ministre grec, Aléxis Tsípras, annonça qu'un accord sur le différend avait été conclu avec son homologue macédonien, Zoran Zaev, « qui couvre toutes les conditions préalables fixées par la partie grecque ». La proposition mènerait à renommer la République de Macédoine en « République de Macédoine du Nord » (en macédonien Република Северна Македонија, Republika Severna Makedonija ; en grec Δημοκρατία της Βόρειας Μακεδονίας, Dimokratía tis Vórias Makedonías), ce nouveau nom étant alors utilisé en toute situation. Zaev annonça que l'accord comprend la reconnaissance de la langue macédonienne à l'Organisation des Nations unies et que les citoyens du pays seront nommés, comme avant, les Macédoniens. Cependant, il y aurait une clarification explicite que les citoyens du pays ne sont pas liés aux Macédoniens antiques (en),. Zaev dit que « L'accord confirme et renforce une fois pour toutes l'identité ethnique et culturelle macédonienne, la langue macédonienne, la nationalité macédonienne. Il garantit la sécurité du pays et offre un avenir sûr pour les citoyens de la République de Macédoine ». Ces changements sont soumis à un référendum en Macédoine le 30 septembre 2018. Outre le changement de nom du pays, le référendum doit valider le retrait des références au « peuple macédonien » de la constitution qui impliquent un ancien héritage,. Par ailleurs, l'accord stipule le retrait du Soleil de Vergina de l'usage public dans la République de Macédoine et la formation d'un comité pour revoir les manuels scolaires et les cartes dans les deux pays afin de supprimer les contenus irrédentistes et les aligner avec les standards de l'UNESCO et du Conseil de l'Europe. L'accord a été signé au lac Prespa, une étendue d'eau divisée entre la Macédoine, la Grèce et l'Albanie.

#### Réactions
La communauté internationale a réagi positivement à l'accord de Prespa, les médias le qualifiant d'« historique »,,,. L'Union européenne a accueilli favorablement l'accord, le président du Conseil européen Donald Tusk tweetant ses « sincères félicitations » à Tsipras et Zaev. Il déclara : « Je garde les doigts croisés. Grâce à vous, l'impossible est en train de devenir possible. ». Le haut représentant de l'Union pour les affaires étrangères et la politique de sécurité, Federica Mogherini, et le commissaire Johannes Hahn ont aussi publié un communiqué conjoint félicitant les deux Premiers ministres « pour avoir conclu cet accord historique entre leurs pays, lequel contribue à la transformation de toute la région de l'Europe du Sud-Est »,. Le secrétaire général de l'OTAN, Jens Stoltenberg, a salué l'accord, déclarant qu'il mettra la Macédoine sur le chemin de l'adhésion à l'OTAN. En outre, le ministre des Affaires étrangères britannique, Boris Johnson, a accueilli l'accord comme « une fantastique nouvelle »,.
La communauté nationale a réagi plus négativement à l'accord. En Macédoine, le président de la République, Gjorge Ivanov, a déclaré qu'il ne signerait pas l'accord, le qualifiant de « désastreux ». De son côté, le VMRO-DPMNE, parti macédonien de droite, organise des manifestations publiques contre l'accord. En Grèce, Aube dorée, parti d'extrême droite, et le Parti communiste de Grèce, d'extrême gauche, s'opposent à l'accord, avec un député d'Aube dorée, Konstandínos Barbaroússis, en appelant au régime militaire et aux pelotons d'exécution pour les personnalités politiques responsables de l'accord. En conséquence, Barbarousis a été exclu de son parti et un mandat d'arrêt a été lancé contre lui pour haute trahison. Il a fui à bord de son véhicule parlementaire,, mais a finalement été trouvé et arrêté. Pour sa part, le parti conservateur Nouvelle Démocratie a déposé une motion de censure contre Tsipras au parlement en raison de l'accord sur le nom, qui avait été rejeté deux jours plus tôt par une majorité parlementaire simple, avec 153 voix contre et 127 pour. En Macédoine, des manifestations sont devenues violentes à Skopje et Hari Lokvenec, député de la SDSM, qui était présent à la cérémonie de Prespa, a eu son véhicule incendié à Bitola par des individus non identifiés.

#### Signature
L'accord de Prespa, qui remplace l'accord intérimaire de 1995, a été signé le 17 juin 2018 lors d'une cérémonie de haut niveau dans le village grec frontalier de Psarádes sur le lac Prespa par les deux ministres des Affaires étrangères, Nikola Dimitrov pour la Macédoine et Níkos Kotziás pour la Grèce, en présence de leurs Premiers ministres respectifs, Zoran Zaev et Aléxis Tsípras,,,. Lors de cette rencontre étaient également présent le représentant spécial de l'ONU, Matthew Nimetz, le sous-secrétaire général aux Affaires politiques, Rosemary DiCarlo, le haut représentant de l'Union pour les affaires étrangères et la politique de sécurité de l'Union européenne, Federica Mogherini, ainsi que le commissaire européen à l'élargissement et à la politique européenne de voisinage, Johannes Hahn, entre autres. Après la cérémonie, Tsipras, avec son homologue macédonien, ont traversé du côté macédonien de la frontière du lac Prespa pour un repas au village d'Oteševo, dans un geste hautement symbolique qui marque la première entrée d'un Premier ministre grec dans la République de Macédoine depuis la proclamation de son indépendance en 1991,.

#### Approbation et règlement du conflit
Le 13 juin, Zaev déclara que la Macédoine était en train de changer le code des plaques d'immatriculation de ses véhicles de « MK » à « NMK » pour refléter le nouveau nom du pays,.
Le gouvernement macédonien a annoncé que les statues d'Alexandre le Grand, de Philippe II de Macédoine et d'Olympias II d'Épire, qui ont été élevées dans le cadre du programme Skopje 2014, se verront apposer de nouvelles inscriptions avec des clarifications qu'elles symbolisent la période grecque antique et « honorent l'amitié gréco-macédonienne ».
Le 20 juin, l'accord de Prespa a été ratifié par le Parlement de la République de Macédoine avec 69 voix sur 120. Le parti d'opposition VMRO-DPMNE a boycotté la session parlementaire et a déclaré que le traité de Prespa est un « génocide de l'État légal » et un « génocide de la nation entière ».
Le 25 juin, le ministre grec des Affaires étrangères a informé l'Union européenne et l'OTAN que la Grèce ne s'opposerait plus à l'adhésion du pays à l'alliance euro-atlantique sous ce nouveau nom. Le lendemain cependant, le président macédonien Gjorge Ivanov refusa de signer l'accord et menaça le Premier ministre Zaev et les députés de la coalition au pouvoir d'au moins 5 ans d'emprisonnement en cas de vote en faveur de l'accord qui, selon Ivanov, place la République de Macédoine dans une position subordonnée à un État étranger. Ivanov a déclaré : « Je n'accepte pas le changement constitutionnel destiné à modifier le nom constitutionnel [du pays]. Je n'accepte pas d'idées ou de propositions qui mettraient en danger l'identité nationale de la Macédoine, l'individualité de la nation macédonienne, la langue macédonienne et le modèle macédonien de coexistence. Lors de l'élection présidentielle, 534 910 citoyens ont voté en faveur de ce programme électoral et m'ont élu président de la République de Macédoine. L'accord va au-delà des compétences des résolutions 817 (1993) et 845 (1993) du Conseil de sécurité des Nations unies, puisqu'il fait référence à la « différence dans le nom de l'État » et non aux « disputes » auxquelles l'accord fait référence »,,.
Le retrait du véto grec mena l'Union européenne à approuver le 27 juin le début des négociations d'adhésion avec la Macédoine, qui sont attendues pour 2019, à la condition que l'accord de Prespa soit mis en œuvre et que le nom constitutionnel de la Macédoine soit changé en République de Macédoine du Nord.
Le 5 juillet, l'accord de Prespa fut à nouveau ratifié par le parlement macédonien avec 69 députés votant en faveur.
Le 11 juillet, l'OTAN a invité la Macédoine à entamer des négociations d'adhésion afin de devenir le 30e membre de l’alliance euro-atlantique.
Le 30 juillet, le parlement macédonien a approuvé l'organisation d'un référendum non contraignant sur le changement de nom du pays le 30 septembre. Le résultat est une approbation à près de 92 % des votants et bien que le taux de participation soit faible (37 %), le référendum n'étant pas contraignant, le gouvernement macédonien appuie ses efforts de négociations sur la volonté des citoyens macédoniens. Le Parlement vote ainsi le début du processus pour changer de nom le 19 octobre avec une majorité des deux tiers.
Après douze années d'interruption, la liaison aérienne entre Athènes et Skopje est restaurée le 1er novembre 2018.
Le processus est finalement validé par l'Assemblée de Macédoine le 11 janvier 2019 puis par le Parlement grec le 25 du même mois. Le 12 février 2019, l'accord entre en vigueur, actant l'adoption du nom « Macédoine du Nord » et la résolution du conflit,,. Une période de transition de plusieurs mois s'ouvre alors pour changer entre autres les passeports, les plaques minéralogiques, la monnaie, les douanes, les panneaux à la frontière et les sites webs gouvernementaux,,,. Cet accord débloque par ailleurs les perspectives euro-atlantiques de la Macédoine du Nord.